# 勝占村
勝占村（かつうらそん）は、徳島県勝浦郡にあった村。1951年4月1日に徳島市へ編入。また現在の旧勝占村一帯は勝占地区となっており、徳島市の南部に位置する地区のひとつである。

## 地理
「勝浦」とも書き、「かつら」ともいう。勝浦川下流左岸、多々羅川沿いの沖積地に位置する。ほとんどがデルタ地帯で、一部に微高地があり、西方に山地も存在する。なお「廷喜式」には勝占神社が見える。
勝浦川下流の沖積平野での米作が中心で、大谷・方上を中心に温州ミカンが栽培され、山分地域の産物となる。

### 山
- 弁天山 (6.1m)

### 河川
| 河川     | 備考                     | 画像 |
| -------- | ------------------------ | ---- |
| 勝浦川   | 二級河川・勝浦川の本流。 |      |
| 多々羅川 | 園瀬川の支流。           |      |
| 大松川   | 園瀬川の支流。           |      |
| 新川     | 園瀬川の支流。           |      |

### 地域
- 大谷町、方上町、北山町、勝占町、大松町、雑賀町、三軒屋町、西須賀町、論田町、大原町
  - 大原町の小神子・小神子山は市域としては地続きだが、徳島市内と直接通じる車道がなく、自動車等での往来は必ず小松島市を経由する必要がある事実上の飛地となっており、郵便番号・市外局番とも小松島市と共通となっている。

### 隣接していた自治体（合併時）
- 徳島市（旧名東郡八万村および現津田地区）
- 名東郡上八万村
- 勝浦郡多家良村
- 勝浦郡小松島町（勝占村の徳島市合併直後に市制し小松島市となる）

## 歴史
- 1889年10月1日 - 大松村・大谷村・方之上村・西須加村・論田浦・鶴岡新田・大原浦の7ヵ村が合併して成立。旧名を継承した7大字を編成。役場を西須賀に設置。
- 1890年 - 下八万字法花から大谷間の旧下街道および大松川までの勝浦往還が国道に編入された。
- 1913年に徳島から小松島間の阿波国共同汽船の完成後、鉄道院が借上げ営業開始し、西須賀に地蔵橋駅が設置された。1917年に鉄道院が買収完了、国鉄小松島線、後に牟岐線となる。
- 1920年 - 徳島立江線・徳島小松島線が県道に再編された。
- 1951年4月1日 - 徳島市の一部となり、村制時の7大字は徳島市の大字に継承。

## 教育機関
| 学校名               | 住所                     | 画像 |
| -------------------- | ------------------------ | ---- |
| 徳島市南部中学校     | 徳島市勝占町外敷地62番地 |      |
| 徳島市方上小学校     | 徳島市北山町下地1番地    |      |
| 徳島市大松小学校     | 徳島市大松町上野上9番地  |      |
| 徳島市論田小学校     | 徳島市論田町本浦上9番地  |      |
| 徳島市大松幼稚園     | 徳島市勝占町中須156番地1 |      |
| 徳島県警察学校       | 徳島市論田町中開51番地1  |      |
| 徳島第一自動車教習所 | 徳島市論田町本浦下73番地 |      |

## 交通

### 鉄道路線

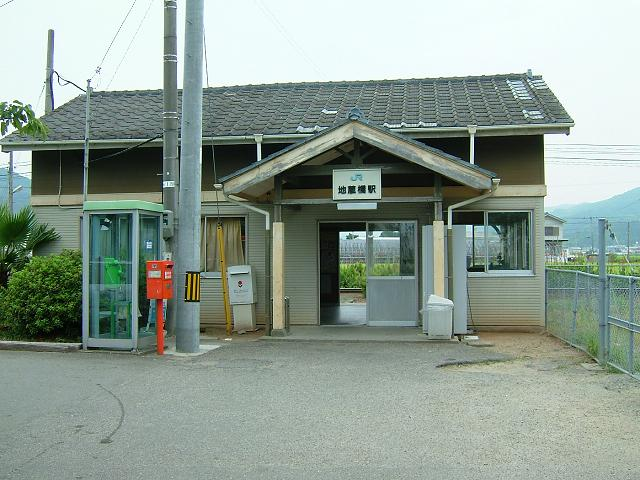
地蔵橋駅

四国旅客鉄道（JR四国）
牟岐線
中心となる駅：地蔵橋駅

### 道路
一般国道
- 国道55号

都道府県道
- 徳島県道120号徳島小松島線
- 徳島県道136号宮倉徳島線
- 徳島県道168号地蔵橋停車場線
- 徳島県道209号八多法花線
- 徳島県道210号大谷西須賀線
- 徳島県道212号新浜勝浦線

## 観光地

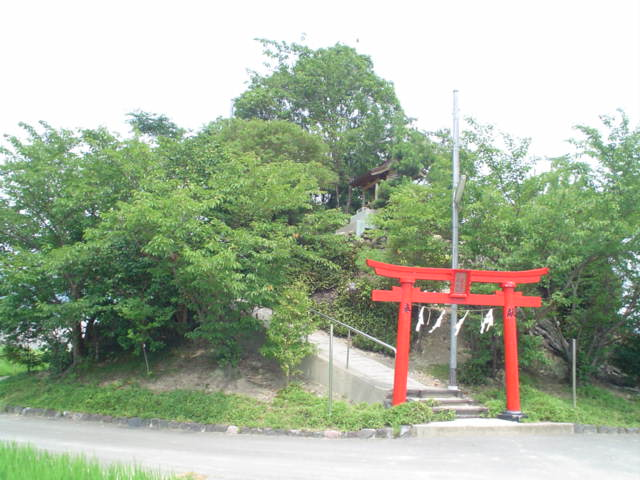
弁天山

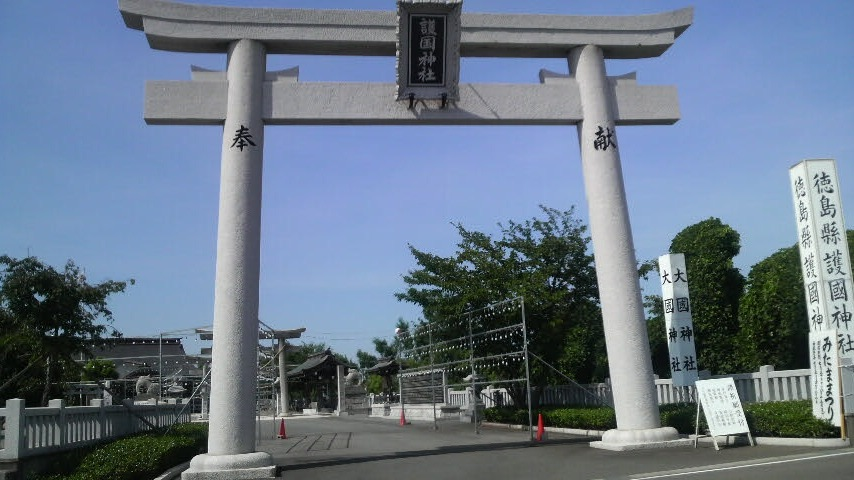
徳島縣護國神社

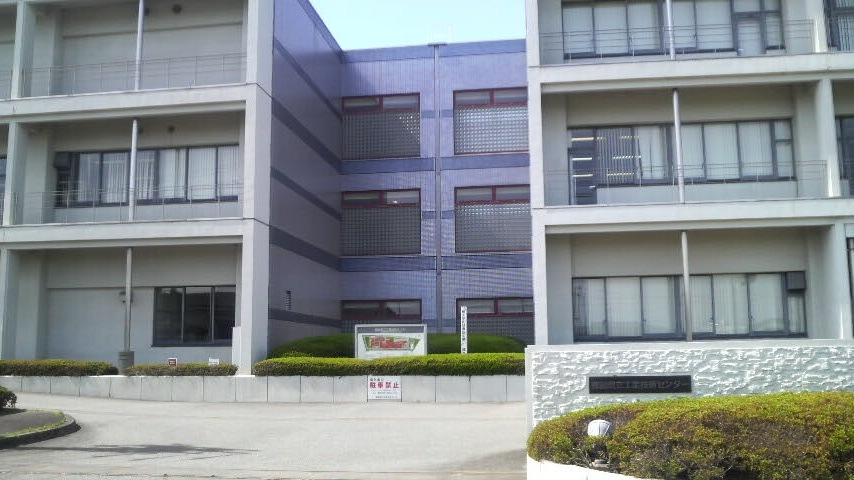
徳島県立工業技術センター

### 公共施設
- 日峯大神子広域公園
- 徳島ガラススタジオ
- 徳島県立工業技術センター

### 名所
- 弁天山 -  国土地理院発行の地形図に記載されている自然の山としては日本一低い山。
- 大神子海岸
- ポルトガル・レイリア大通り
- あづり越

### 社寺・史跡
- 徳島縣護國神社
- 勝占神社
- 草創神社
- 東海寺
- 神光寺

### その他
- 大神子テニスセンター